# Suphalomitus harmandi
Suphalomitus harmandi är en insektsart som beskrevs av Van der Weele 1909. Suphalomitus harmandi ingår i släktet Suphalomitus och familjen fjärilsländor. Inga underarter finns listade i Catalogue of Life.